# Villy-Bocage
Villy-Bocage és un municipi francès situat al departament de Calvados i a la regió de Normandia. L'any 2007 tenia 734 habitants.

## Demografia

### Població
El 2007 la població de fet de Villy-Bocage era de 734 persones. Hi havia 251 famílies de les quals 38 eren unipersonals (19 homes vivint sols i 19 dones vivint soles), 91 parelles sense fills i 122 parelles amb fills.
La població ha evolucionat segons el següent gràfic:
Habitants censats

### Habitatges
El 2007 hi havia 272 habitatges, 256 eren l'habitatge principal de la família, 7 eren segones residències i 10 estaven desocupats. Tots els 272 habitatges eren cases. Dels 256 habitatges principals, 239 estaven ocupats pels seus propietaris, 16 estaven llogats i ocupats pels llogaters i 1 estava cedit a títol gratuït; 7 tenien dues cambres, 13 en tenien tres, 55 en tenien quatre i 181 en tenien cinc o més. 218 habitatges disposaven pel capbaix d'una plaça de pàrquing. A 70 habitatges hi havia un automòbil i a 177 n'hi havia dos o més.

### Piràmide de població
La piràmide de població per edats i sexe el 2009 era:
| Homes | Edats   | Dones |
| ----- | ------- | ----- |
| 0     | 95 o +  | 4     |
| 0     | 90 a 94 | 8     |
| 0     | 85 a 89 | 0     |
| 0     | 80 a 84 | 0     |
| 4     | 75 a 79 | 4     |
| 16    | 70 a 74 | 4     |
| 4     | 65 a 69 | 8     |
| 12    | 60 a 64 | 24    |
| 16    | 55 a 59 | 4     |
| 44    | 50 a 54 | 52    |
| 40    | 45 a 49 | 36    |
| 12    | 40 a 44 | 20    |
| 8     | 35 a 39 | 8     |
| 24    | 30 a 34 | 8     |
| 12    | 25 a 29 | 24    |
| 16    | 20 a 24 | 36    |
| 28    | 15 a 19 | 24    |
| 8     | 10 a 14 | 28    |
| 8     | 5 a 9   | 8     |
| 8     | 0 a 4   | 12    |

## Economia
El 2007 la població en edat de treballar era de 483 persones, 357 eren actives i 126 eren inactives. De les 357 persones actives 340 estaven ocupades (178 homes i 162 dones) i 17 estaven aturades (4 homes i 13 dones). De les 126 persones inactives 52 estaven jubilades, 45 estaven estudiant i 29 estaven classificades com a «altres inactius».

### Ingressos
El 2009 a Villy-Bocage hi havia 267 unitats fiscals que integraven 767 persones, la mediana anual d'ingressos fiscals per persona era de 17.863 €.

### Activitats econòmiques
Dels 21 establiments que hi havia el 2007, 5 eren d'empreses de construcció, 3 d'empreses de comerç i reparació d'automòbils, 1 d'una empresa d'hostatgeria i restauració, 2 d'empreses d'informació i comunicació, 2 d'empreses immobiliàries, 4 d'empreses de serveis i 4 d'empreses classificades com a «altres activitats de serveis».
Dels 7 establiments de servei als particulars que hi havia el 2009, 1 era un paleta, 2 fusteries, 2 electricistes, 1 restaurant i 1 agència immobiliària.
L'any 2000 a Villy-Bocage hi havia 16 explotacions agrícoles que ocupaven un total de 588 hectàrees.

## Equipaments sanitaris i escolars
El 2009 hi havia una escola elemental.

## Poblacions més properes
El següent diagrama mostra les poblacions més properes.